# Бульвар Бухар жырау (Алма-Ата)
Бульвар Бухар-Жырау  (каз. Бұқар жырау бульвары), бывший Ботанический бульвар — улица в городе Алматы, находится в Бостандыкском районе. Проходит на восток и запад между улицами Байтурсынова (бывшая Космонавтов) и Жарокова (до 1966 года — улица 9-я линия). Пересекает улицу Шагабутдинова.

## История и названия
Первое название улицы — Ботанический бульвар.
Была переименована в честь казахского акына Бухар жырау, советника Абылай хана.

## Учреждения и постройки
- на востоке бульвар начинается от здания Казахского национального исследовательского технического университета имени Каныша Сатпаева, также известного как политех или КазНТУ.
- бульвар пересекается с речкой Есентай (бывшая Весновка), где обустроенная прогулочная набережная.
- рядом с бульваром Мусрепова находится:
  - Республиканская специализированная физико-математическая средняя школа-интернат имени О. Жаутыкова для одаренных детей (РСФМСШИ), также известная как физмат и РСФМШ.
  - Банк Астаны (ранее здание АО "КазТрансГаз")

## Общественный транспорт
- от улицы Байзакова до улицы Байтурсынова (бывшая Космонавтов) только в восточном-юном направлении проходит автобус №18 с остановками - школа РСФМСШИ, студенческая поликлиника (улица Маркова).
- на пересечении с улицей Манаса (бывшая Чапаева) находится остановка, на которой только в южно-западном направлении по Манаса проходят автобусы - №18, №80, №121.
- на пересечении с улицей Ауэзова находятся 2 остановки (в южное и северное направлении), где проходят
  - только в южное направление до пересечения с улицей Жандосова - автобус №123 (затем на восток по Жандосова) и автобус №80 (до пересечения с проспектом Абая, затем до улицы Манаса);
  - Троллейбусные маршруты:
    - 1: Парк Культуры и Отдыха, ул. Гоголя, Парк им.28 Панфиловцев, ул. Ауэзова, ул. Тимирязева, ул. Розыбакиева, ул. Березовского, ул. Гагарина, конечная ул. Кожабекова угол ул. Розыбакиева.
    - 7: Ж/д вокзал Алматы 1, ул. Сейфуллина, КОУ, ул. Курмангазы, ул. Байтурсынова, ул. Тимирязева, ул. Ауэзова, ул. Габдуллина, ул. Манаса, «Атакент»(ВДНХ), ул. Гагарина, ул. Кожабекова угол ул. Розыбакиева.
    - 12: Парк Культуры и Отдыха, Парк им.28 Панфиловцев, ул. Гоголя, ул. Ауэзова, ул. Сатпаева, ул. Щепеткова, Плодоконсервный завод, ул. Жандосова, мкр Таугуль, мкр-ны 8,9,10,11,12, ул. Саина, конечная Дом отдыха «Каргалинка».
- на пересечении с улицей Жарокова действовал трамвайный маршрут № 6 (ныне не работает).
- недалеко от бульвара находятся остановки пересечения улиц Сатпаева и Байтурсынова, где проходят множества единиц транспорта.